# 27-es főút (Magyarország)
A 27-es főút észak-magyarországi másodrendű főút a Borsod-Abaúj-Zemplén vármegyei Sajószentpéter és a szlovák határ között.

## Fekvése
A 26-os főútból ágazik le Sajószentpéternél. Az út északi irányban halad a szlovák határig, ahonnan kisebb szlovák utak vezetnek tovább.

## Települések
- Sajószentpéter
- Dusnokpuszta
- Edelény
- Szendrőlád
- Szendrő
- Szalonna
- Perkupa
- Bódvaszilas
- Komjáti
- Tornanádaska
- Hidvégardó, országhatár

## Története
1934-ben a kereskedelem- és közlekedésügyi miniszter 70 846/1934. számú rendelete a teljes hosszában harmadrendű főúttá nyilvánította, 231-es útszámozással. Ugyanígy tünteti fel egy dátum nélküli, feltehetőleg 1950 körül készült térkép is. (Maga a 27-es útszám akkor még nem volt kiosztva.)